# Poa trautvetteri
Poa trautvetteri är en gräsart som beskrevs av Nikolai Nikolaievich Tzvelev. Poa trautvetteri ingår i släktet gröen, och familjen gräs. Inga underarter finns listade i Catalogue of Life.